# Дестриэ

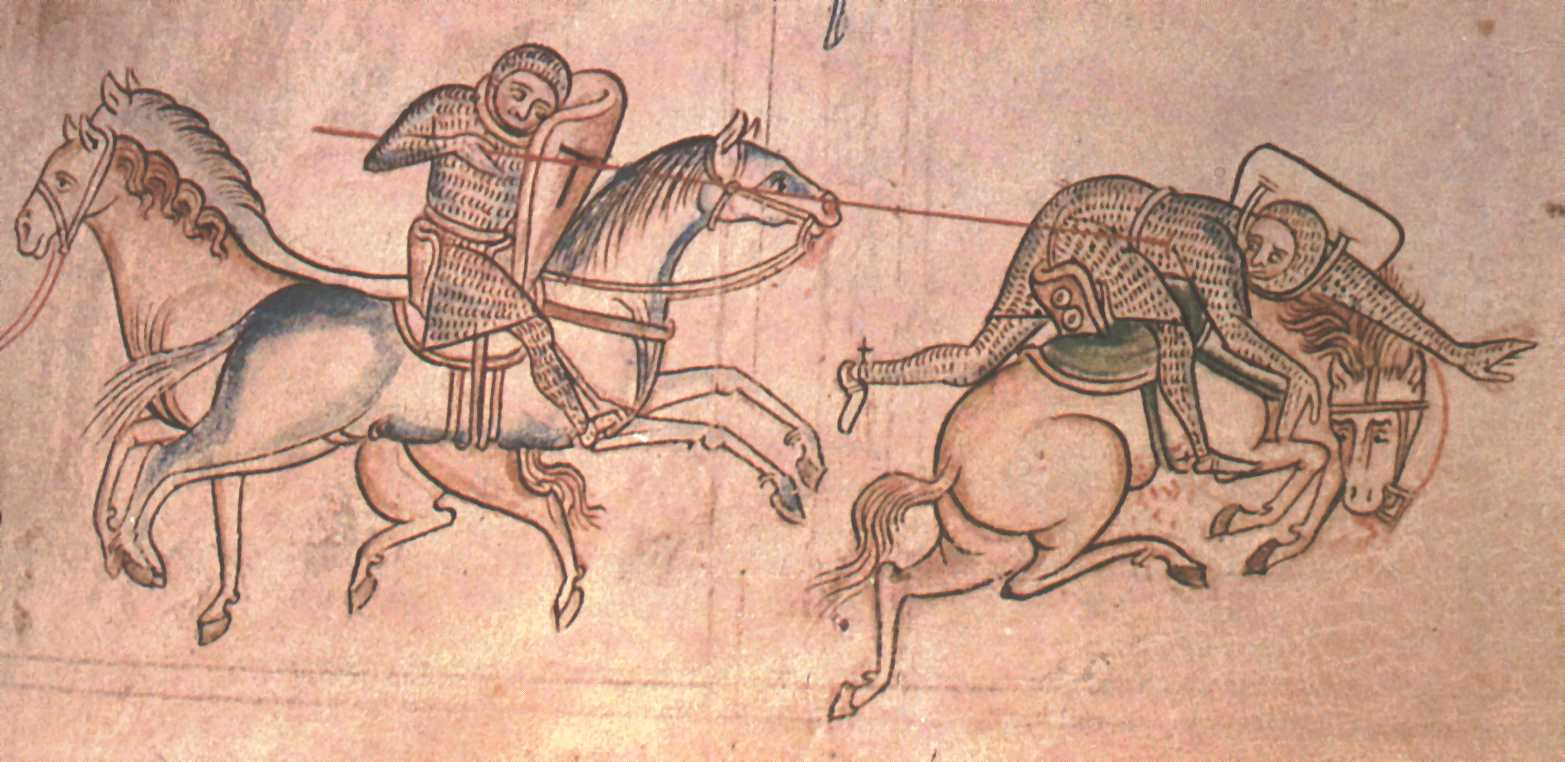
Поединок Уильяма Маршала (слева) с Бодуэном III де Гин. Иллюстрация из «Большой хроники» Матвея Парижского (XIII век)

Де́стриэ (фр. destrier; IPA:ˈdestrɪə ) — крупный боевой рыцарский конь, как правило, жеребец. Термин подразумевает не определённую породу, а определённые свойства коня, предпочтительные для использования его на рыцарских турнирах. 
Впервые этот термин встречается в форме destrer в 1330 году в староанглийском языке, попав в него из англо-нормандского языка, и предположительно происходит от лат. equus dextarius («правосторонний конь»).
Информация о том, что дестриэ достигал веса 800—1000 кг и более и роста 175—200 см, в последние годы подверглась сомнению. Историки Музея Лондона, в том числе путём измерения останков лошадей и конских доспехов, установили, что дестриэ размерами и массой сопоставим  со своими боевыми собратьями, не превышая 14-15 английских пядей (около 150-160 cм). Мощный спринт с места — вот что делало дестриэ предпочтительным выбором для рыцарских турниров, увеличивая стоимость коня троекратно. С рыцарем в седле он уверенно справлялся с пехотой и лёгкой кавалерией.
Установлено, что всадник на такой лошади обладал достаточной энергией, чтобы опрокинуть 10 пехотинцев, стоящих друг за другом. Совокупный вес закованного в броню всадника и собственных доспехов затруднял прыжки (рогатки, болота и аналогичные препятствия были труднопреодолимы) и приводил к быстрой утомляемости, в связи с чем кавалерия несла неоправданные потери от навесной стрельбы из луков (битва при Креси, битва при Пуатье, битва при Азенкуре, битва при Алжубаротте) и от огня артиллерии (битва при Нанси, битва при Флоддене, битва при Павии).
От дестриэ ведут свое происхождение современные породы лошадей-тяжеловозов, в частности, шайр, першерон, брабансон и др.